# Μ氦原子
μ氦原子，是将氦原子里的一个电子用μ子取代，从而形成一种特殊的原子，这种原子属于奇异原子。一般化学符号写作4.1H或Heμ。
由于μ子的质量远大于电子，其概率密度分布上会更靠近原子核很多，使得原子的层级分布应该为1μs11s1的结构，使得其性质将会和氢原子比较相近，故有记作4.1H的写法。通过KIE效应和理论计算等方法，证实了其确实具有和H基本相似的性质，可以被看成是H的一种重同位素。

## μ氦原子的分子
| 化學式 | 說明                                  |
| ------ | ------------------------------------- |
| HeμH   | 氢化μ氦，可通过单原子与氢气或甲烷得到 |